# Eclissi solare del 3 novembre 2013
L'eclissi solare del 3 novembre 2013 è stata una eclissi solare ibrida che ha avuto luogo dalle ore 10:04 UTC alle 15:28 UTC. Le eclissi solari ibride sono eclissi piuttosto rare, e avvengono quando in alcuni luoghi della Terra sono viste come totali, mentre in altri come anulari.
È stata visibile dagli Stati Uniti d'America orientali, dal Brasile, da tutta l'Africa, dall'Europa meridionale e dal Medio oriente.
La maggior copertura si è avuta alle coordinate 3.5N 11.7W, nell'Oceano Atlantico al largo della Liberia alle ore 12:47 UTC.

Ombra generata dall'eclissi.